# Esta Manhã
O Esta Manhã foi um programa de informação e de entretenimento matutino com transmissão na TVI de segunda a sexta-feira entre as 7 e 10h da manhã. Veio substituir o tradicional Diário da Manhã desde 1 de fevereiro de 2021.
O telejornal contou com apresentação de Nuno Eiró, Sara Sousa Pinto, Pedro Carvalhas e Iva Domingues e ainda com a presença de Susana Pinto nos exteriores. Mais tarde, em 2024, Rafaela Granado Pereira juntou-se à equipa nos exteriores.
Nas ausências de Pedro Carvalhas, Daniela Rodrigues, Maria João Rosa, José Gabriel Quaresma e Marcos Pinto substituíram o jornalista. 
Durante o programa, para além de toda a informação nacional, internacional, política, cultural, mundial, social e desportiva, foi frequente a atualização do estado do trânsito nas cidades de Lisboa e Porto, e da meteorologia para todos os distritos do país.
O programa contou ainda com diversas rubricas com convidados no estúdio e no exterior.
No dia 30 de janeiro de 2024, é noticiado que o programa termina as suas emissões no dia 8 de março de 2024, ao fim de 3 anos no ar e é substituído pelo regressado e 
renovado Diário da Manhã a partir de 11 de março de 2024.

## Rubricas
- Fotos[4]
- CAFÉ CENTRAL[5]
- MAGAZINE[6]
- ESTA MANHÃ NA...[7]
- Bola com Todos[8], com Iva Domingues
- O MUNDO NUM MINUTO[9]
- Pop News, com Iva Domingues
- Olhar Português, com José Luís Peixoto
- Bairro das Artes, com Vítor Moura
- Teleconsulta
- Sexcast, com Susana Dias Ramos
- Quem Podcast pode tudo, com Iva Domingues
- Faz-te à vida, com António Raminhos
- É o que Couvert, com Cátia Goarbond (Tia Cátia)
- Café com Notas, com Iva Domingues

## Spin-off

### Hora de Verão
No dia 8 de agosto de 2022 estreou o talk-show Hora de Verão apresentado por Nuno Eiró e Sara Sousa Pinto. Neste espaço de comentário social é escrutinado tudo o que os famosos andam a fazer este verão. O programa foi emitido no horário das 19h e contava com um painel de comentadores rotativo. Acabou por fracassar nas audiências e terminou duas semanas depois.

###### Apresentadores:
Nuno Eiró e Sara Sousa Pinto / Sílvia Martins (apresentadora substituta)
Joana Machado Madeira ( repórter de exteriores)

###### Comentadores:
- Liliana Aguiar
- Andreia Filipe
- Helena Isabel Patrício
- Inês Simões
- Eduardo Madeira
- Gonçalo da Câmara Pereira
- Weza Silva
- Gonçalo Quinaz